# Cœur battant de mercure
En électrochimie, le cœur battant de mercure est une réaction d'oxydoréduction entre les éléments mercure, fer et chrome. La réaction fait osciller une goutte de mercure, ce qui évoque les battements du cœur.
Cette expérience, souvent montrée dans des classes de chimie, illustre les effets d'une double couche électrique non homogène,.

## L'expérience
Une goutte de  mercure est placée dans un verre de montre, qu'on immerge dans un  électrolyte tel que de l'acide sulfurique, auquel on a ajouté  un oxydant, par exemple du dichromate de potassium. On approche la pointe d'un clou en fer jusqu'à frôler la goutte, laquelle se met à osciller en changeant de forme.

## L'explication
La réaction est généralement décrite comme suit : le dichromate oxyde le mercure et est réduit à l'ion chrome(III) ; il se forme une couche d'oxyde de mercure(II).  Cette couche diminue la tension superficielle de la goutte,  qui s'écrase et vient au contact du fer. Celui-ci s'oxyde (vers l'ion ferrique) et le mercure  retourne à l'état métallique, la goutte s'arrondit et le contact avec le clou est rompu, ce qui relance le cycle.
Le bilan de la réaction est une réduction du dichromate par le fer (le mercure servant de catalyseur).  La réaction se poursuit (entretenant les oscillations) jusqu'à ce que tout le dichromate soit réduit.
Plus précisément, d'un point de vue électrochimique, il se forme une double couche électrique entre la surface de la goutte de mercure et l'électrolyte, couche qui est uniforme au repos. La réaction d'oxydoréduction avec le fer ne prend place qu'au voisinage de la pointe, alors que celle du dichromate a lieu sur toute la goutte ; la tension superficielle n'est plus homogène, d'où les oscillations.
Cependant, d'autres mécanismes pourraient intervenir.  Il a été rapporté que des oscillations surviennent même en l'absence d'oxydant, et alors qu'une couche oxydée n'apparait pas sur le mercure ; ces oscillations sont cependant beaucoup plus faibles dans ce cas.
Si cette réaction est gouvernée par des changements de tension superficielle, elle est par ailleurs similaire à d'autres réactions oscillantes, telles que la réaction de Belooussov-Jabotinski, où se produisent également plusieurs réactions d'oxydoréduction.
Le cœur de mercure fut observé pour la première fois par Adolph Paalzow (de) en 1858. Jöns Jacob Berzelius a également provoqué cette réaction en utilisant des électrodes.